# Orde van heischrale graslanden
De orde van heischrale graslanden (Nardetalia) is een orde uit de klasse van heischrale graslanden (Nardetea). De orde omvat plantengemeenschappen van overwegend grassen, grasachtige planten en kleinbloemige kruiden.

## Naamgeving en codering
| Nardetalia strictae Oberd. ex Prsg 1949 |

- Syntaxoncode voor Nederland (rVvN): r19A
- BWK-karteringscodes: hn, hmo
- Natura2000-habitattypecode (EU-code): H6230*

De wetenschappelijke naam Nardetalia en Nardetalia strictae zijn afgeleid van de botanische naam van een belangrijke soort van deze orde, het borstelgras (Nardus stricta).

## Kenmerken
Voor de kenmerken van deze orde, zie de klasse van heischrale graslanden.

## Onderliggende syntaxa in Nederland en Vlaanderen
De orde van heischrale graslanden wordt in Nederland en Vlaanderen vertegenwoordigd door slechts één verbond.
- - verbond van heischrale graslanden (Violion caninae)
    - associatie van liggend walstro en schapengras (Galio-Festucetum ovinae)
    - associatie van klokjesgentiaan en borstelgras (Gentiano pneumonanthes-Nardetum)
    - associatie van maanvaren en vleugeltjesbloem (Botrychio-Polygaletum)
    - associatie van betonie en gevinde kortsteel (Betonico-Brachypodietum)
    - associatie van hondsviooltje en gewoon struisgras (Polygalo vulgaris-Nardetum)

## Diagnostische taxa voor Nederland en Vlaanderen
De orde van heischrale graslanden heeft voor Nederland en Vlaanderen geen specifieke kensoorten.

## Fotogalerij

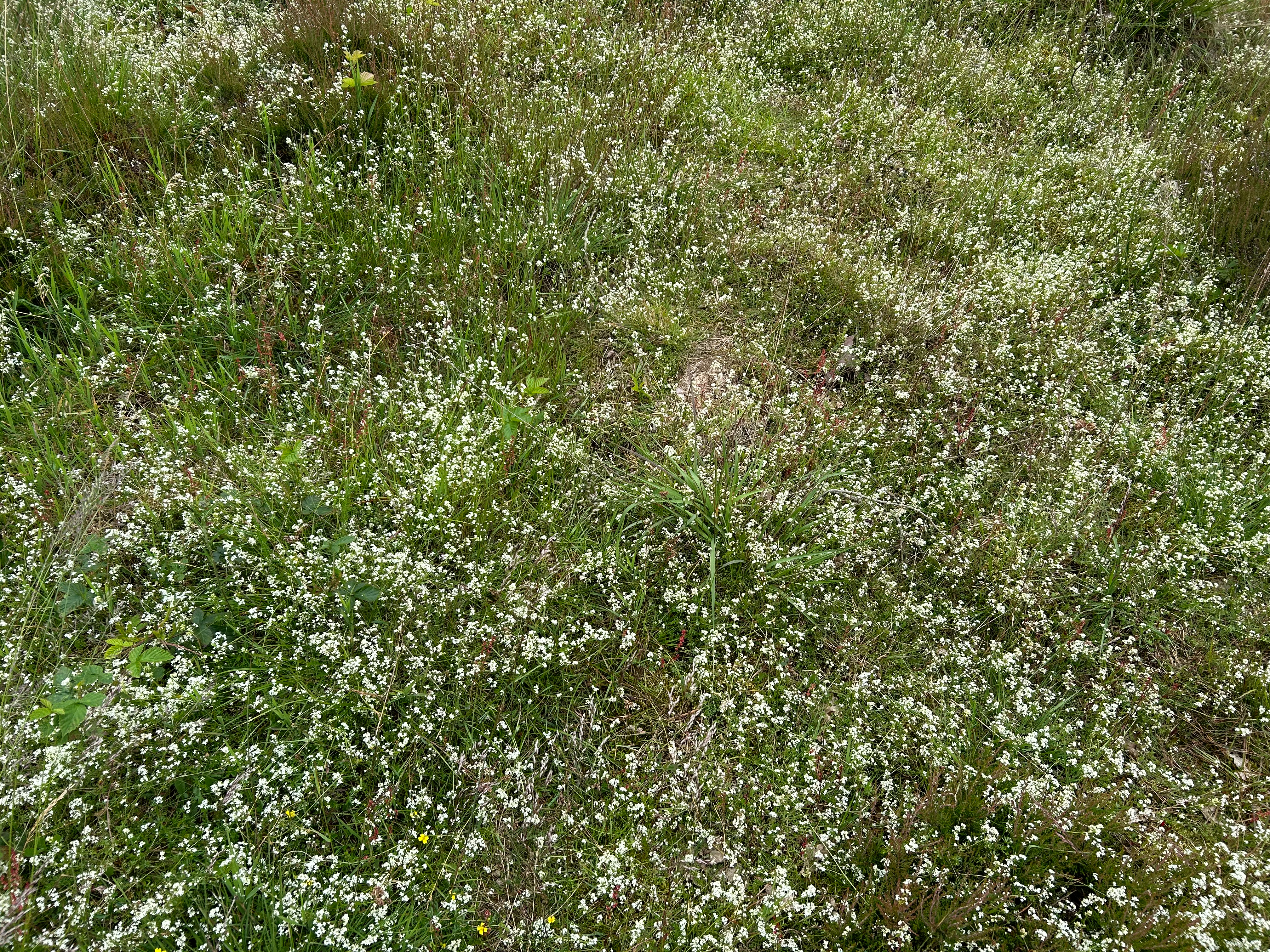
Een vroeg zomeraspect van de associatie van liggend walstro en schapengras
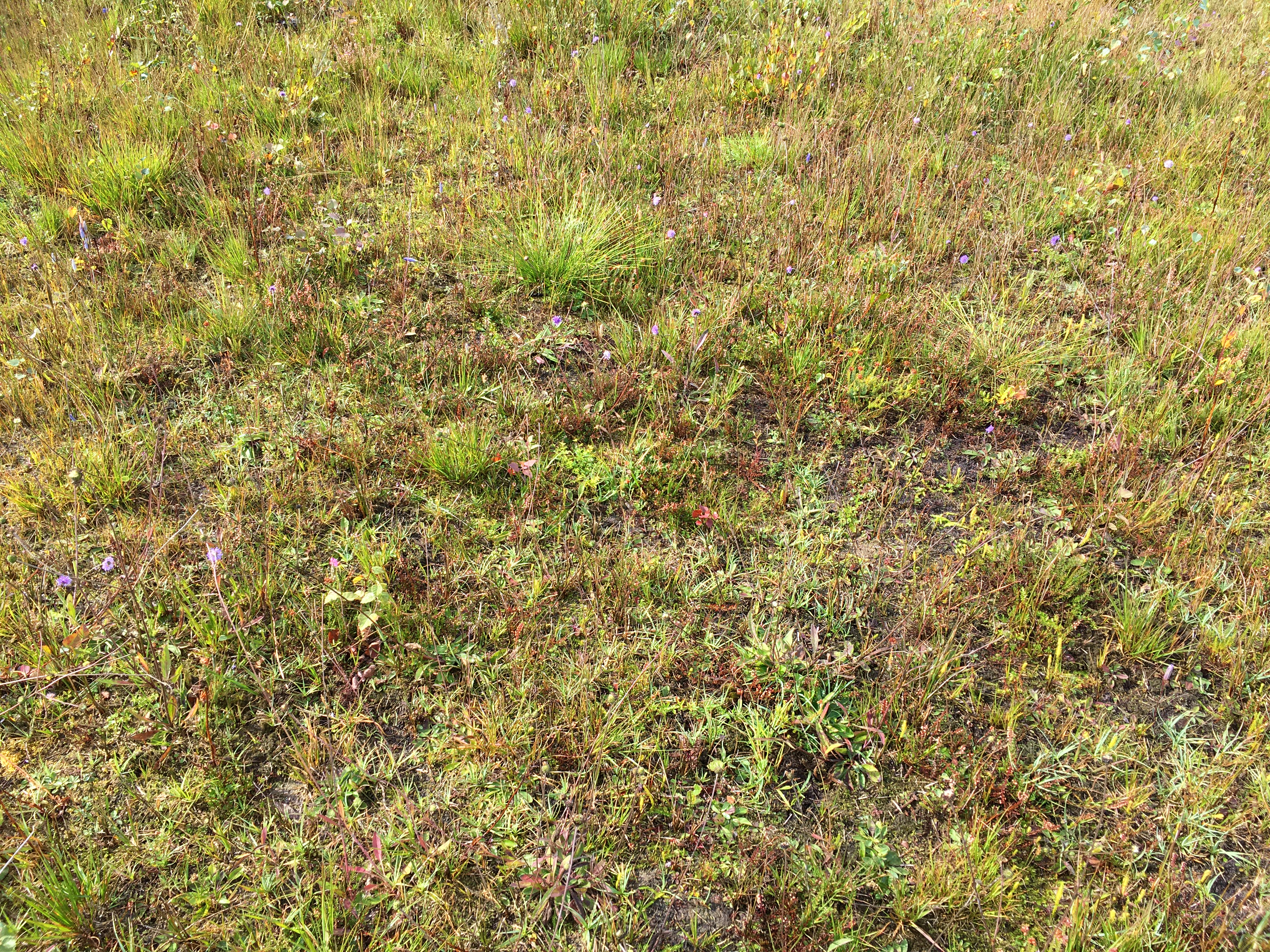
Een vroeg herfstaspect van de associatie van klokjesgentiaan en borstelgras